# Padim da Graça
Padim da Graça é uma povoação portuguesa sede da Freguesia de Padim da Graça do Município de Braga, freguesia com 3,39 km² de área e 1416 habitantes (censo de 2021), tendo, por isso, uma densidade populacional de 417,7 hab./km².

## História
Padim da Graça está situada na margem esquerda do rio Cávado, dotada de uma forte componente associativa nos mais diversos domínios, desde o desporto á cultural e solidariedade, que se traduz numa forte dinâmica pastoral, alicerçada na catequese, num grupo de Jovens "Nova Luz" e num agrupamento de Escuteiros, animada por três grupos corais.
A comunidade tem as suas festas maiores à Senhora da Graça, um cartaz da religiosidade desta paróquia, e ao padroeiro S. Adrião, heranças de uma comunidade agrícola que hoje vive em grande parte com trabalho nos serviços e nas indústrias que enchem o seu parque industrial. 
Nos seus campos ainda se encontram vestígios da presença do trabalho da comunidade beneditina de Tibães, entre eles o aqueduto construído em granito para aproveitamento das águas do rio Cávado para a irrigação dos campos.

## Comissões de Festas
Existem duas dinâmicas Comissões de Festas, uma para a Senhora da Graça, que se realiza no Domingo de Pascoela e se assume como a maior festa do vale do Cávado, ao longo de três dias, com uma fortíssima componente religiosa. A procissão de velas e os atos religiosos (com particular singularidade para a batalha das flores com que se assinala a despedida da Senhora).
A outra Comissão de Festas encarrega-se do programa e angariação de verbas necessárias para a festa do Padroeiro, S. Adrião.

## Demografia
A população registada nos censos foi:
| Distribuição da População por Grupos Etários | Distribuição da População por Grupos Etários | Distribuição da População por Grupos Etários | Distribuição da População por Grupos Etários | Distribuição da População por Grupos Etários |
| -------------------------------------------- | -------------------------------------------- | -------------------------------------------- | -------------------------------------------- | -------------------------------------------- |
| Ano                                          | 0-14 Anos                                    | 15-24 Anos                                   | 25-64 Anos                                   | > 65 Anos                                    |
| 2001                                         | 341                                          | 288                                          | 814                                          | 137                                          |
| 2011                                         | 260                                          | 219                                          | 858                                          | 184                                          |
| 2021                                         | 158                                          | 171                                          | 800                                          | 287                                          |